# 9. Flieger-Division
9. Flieger-Division var en tysk flygdivision under andra världskriget. Den sattes upp i Jever den 1 februari 1940 och var då direkt underställd OKL. Den 23 maj 1940 överfördes förbandet till Luftflotte 2 och i juli 1940 flyttades staben till Soesterberg. I november 1940 ombildades förbandet till IX. Fliegerkorps.

## Storbritannien

### Organisation
Divisionens organisation den 13 augusti 1940.
- Kampfgeschwader 4 Soesterberg, (Oberstleutnant Hans-Joachim Rath)
  - I. Gruppe, Heinkel He 111, Soesterberg, Hptm. Nikolaus-Wolfgang Meissner
  - II. Gruppe, Heinkel He 111, Eindhoven, Major Dr. Gottlieb Wolf
  - III. Gruppe, Junkers Ju 88, Amsterdam/Amsterdam-Schiphols flygplats, Hptm. Erich Bloedorn
- Kampfgruppe 100 (Målmarkerare), Heinkel He 111, Vannes, Hauptmann Aschenbrenner
- Küstengruppe 126 (Minläggning), Heinkel He 111
- Aufklärungsgruppe 122
  - 3. Staffel, Junkers Ju 88, Heinkel He 100, Eindhoven, Oberstleutnant Koehler

## Befälhavare
Divisionens befälhavare:
- General Joachim Coeler 1 februari 1940 – november 1940